# كارل جونسون (جراند ثفت أوتو)
كارل «سي جاي» جونسون (بالإنجليزية: Carl Johnson)‏ هو شخصية خيالية والبطل اللعبة من غراند ثفت أوتو من روكستار نورث، من نشر روكستار جيمز.
اللعبة من إنتاج شركة rockstar تتمحور قصة هذه اللعبة بعد موت أمه و اخيه في نزاع دار بين عصابته وعصابة بالاس ورحل بشدة حزن على امه و اخيه إلى مدينة ليبرتي سيتي وأكمل حياته الإجرامية هناك إلى أن إتصل أخوه الثاني سويت وقال له أن أمه ماتت وذهب إلى مدينة لوس سانتوس يذهب سي جي الى مدينه لوس سانتوس و يذهب الى منزل امه و بينما سي جي يتأمل بصورة امه الميتة 

يدخل بيغ سموك ومعه عصا البيسبول و يتعرف على كارل بيغ سموك يخبر سي جي ان العائلة في المقبرة علينا الذهاب وقد وصلا الى المقبرة وهنا يذهب سويت اخ سي جي و يتشاجران على غيابها و انه سبب وفاة امه و أخيه براين و انه سبب تفكك العصابة و هنا رايدر و بيغ سموك يهديان من وضع سويت و بينما الاربع خارجين هنا تصل عصابة البالاس و تفجر سيارة بيغ سموك وهنا عليهم ان يأخذون  درجات و يذهبون الى شارع البستان ستريت وهنا يجيب عليك ان تلعب مهمات لاجل العصابة الا ان تذهب الى سيزر خطيب اخت سي جي و سويت  وهنا انت و سيزر تصبحان اصدقاء و بعد مهمات لاجل العصابة سويت و سي جي يجمعون شمل العصابة من جديد و يتفقون على هجوم كبير على عصابة البالاس و بينما سي جي يستعد للمعركة هنا يتصل سيزر و يجيب عليك الذهاب اليه بسرعة و هنا تدخل الى السيارة و يقول لك سيزر انظر و هنا الخيانة العظمى سي جي ينظر رايدر و بيغ سموك و الشرطي الفاسد  و عصابة البالاس يخرجون سيارة سايبر الاخضر الذي قتل به ام سي جي هنا يعرف سي جي ان ذاهب سويت و العصابة الى البالاس ماهو الا فخ من البالاس يذهب سي جي الى العصابة و ينظر ان العصابة محاصرة من كل الجبهات و ان سويت مصاب يقاتل سي جي البالاس وهنا تأتي الشرطة و تسجن سويت و هنا يظهر الشرطي الفاسد و أصدقائه و يخبرون سي جي ان لا يذهب الى بيغ سموك و رايدر و يلقيانه في الريف وهنا تبدا قصة الانتقام 